# 越南石梓
越南石梓（学名：Gmelina lecomtei）为马鞭草科石梓属下的一个种。

## 扩展阅读
- 維基物種上的相關：越南石梓